# Бартон-андер-Нидвуд
Бартон-андер-Нидвуд — большая деревня в графстве Стаффордшир с населением около 5 000 человек, расположенная между городами Бертон-апон-Трент и Личфилд.

## Обзор

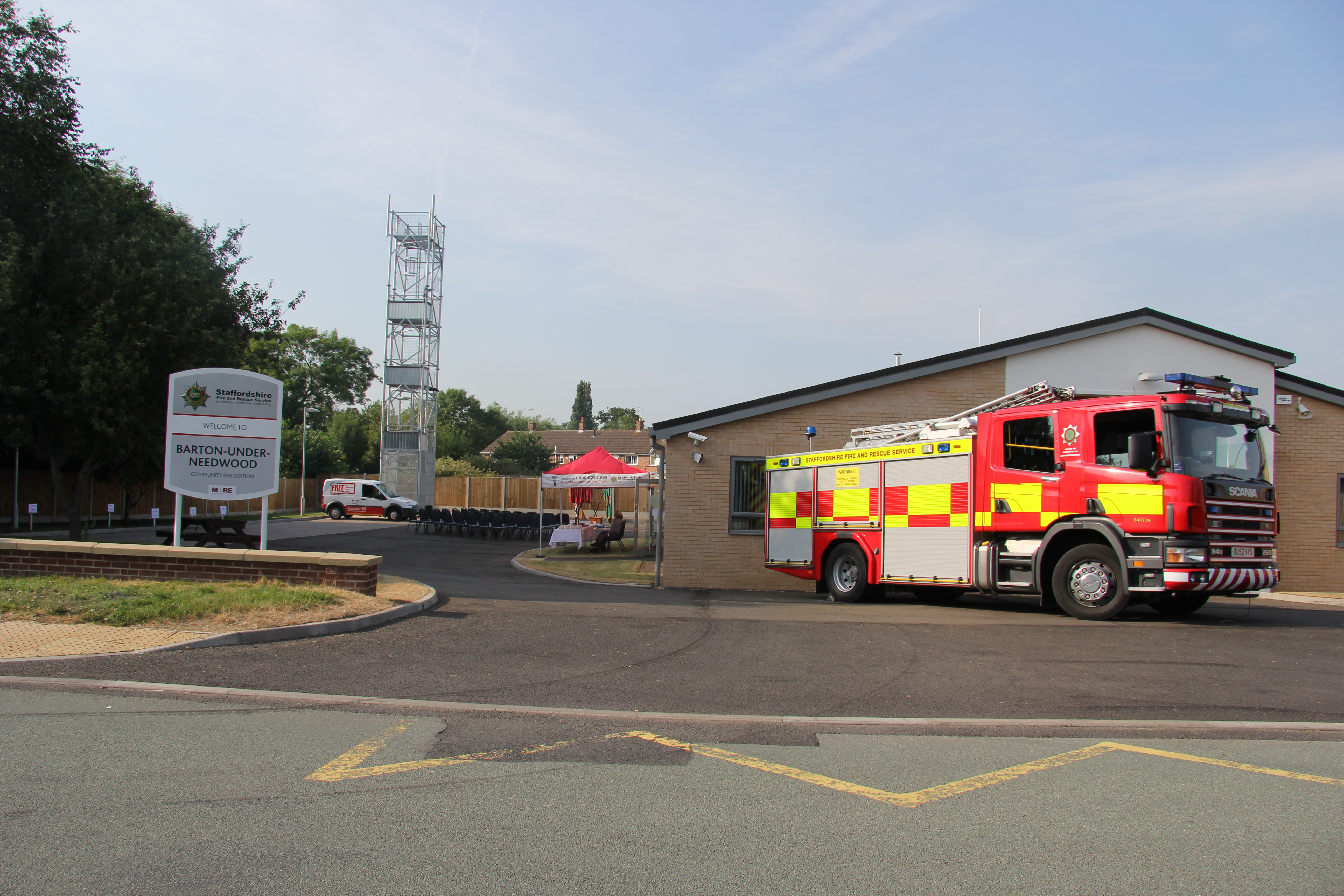

Деревня имеет церковь времен Тюдоров, несколько магазинов и зал собраний. Имеются детские сады, начальная школа и John Taylor High School, которая обслуживает Бартон и прилегающие поселения. Есть семь пабов, шестью из которых владеют Марстонсы (Marstons). Бартон также имеет большой причал с магазинами, пабом, кинотеатром и ресторанами на Trent and Mersey Canal, у которого стоят около 300 лодок.
1. ↑  Parish Profiles // (unknown type) — Office for National Statistics.